# Felisberto Hernández
Feliciano Felisberto Hernández Silva (Montevideo; 20 de octubre de 1902 - Montevideo, 13 de enero de 1964) fue un escritor, compositor y pianista uruguayo. Uno de los cuentistas latinoamericanos más originales, es reconocido por sus extraños relatos en los que individuos tranquilamente desquiciados inyectan sus obsesiones en la vida cotidiana.

## Biografía
Nació a principios del siglo XX en el barrio Atahualpa. Fue el mayor de los cuatro hijos de Prudencio Hernández, natural de Tenerife, Islas Canarias, y Juana Silva, de la ciudad de Rocha.
A los nueve años comenzó sus estudios de piano que profundizaría más tarde con el profesor Clemente Colling, quien le enseñó composición y armonía. Debido a dificultades económicas, a los 16 años comenzó a dar clases particulares de piano y a ilustrar musicalmente películas, trabajando de pianista en varias salas de cine mudo. A los 20 años comenzó a dar recitales en los que interpretó también algunas obras de su creación. Tres años más tarde, tomó clases de piano con Guillermo Kolischer, convirtiéndose en un buen instrumentista.
En 1925 contrajo matrimonio con María Isabel Guerra, con quien tuvo su primera hija, Mabel. Se divorciaron en 1935 y dos años después se casó con la pintora Amalia Nieto, con quien tuvo a su hija Ana María al año siguiente. Comenzó a publicar a los 23 años, aunque en vida sus obras nunca alcanzaron una repercusión masiva. 
Hasta 1942 fue pianista itinerante entre Uruguay y Argentina, alternando entre la orquesta del café La Giralda, en Montevideo, como pianista y director de una orquesta en el café-concierto de Mercedes, Teatro Albéniz de Montevideo y Teatro del Pueblo de Buenos Aires. Tras la última etapa como músico itinerante, abandonó la carrera de pianista dedicándose exclusivamente a la literatura.
En 1943 se separó de Amalia y viajó a París, en su momento de mayor esplendor, donde conoció a María Luisa de las Heras (alias de África de las Heras), española, veterana de la Guerra Civil y agente de la KGB a quien se le encomendó seducirlo. En 1949 se casaron e instalaron en Montevideo, donde ella trabajó como modista y comerciante de antigüedades, actividades que encubrían su red de espionaje. Al año se divorciaron, sin que él supiera el papel que había desempeñado.
Sobre sus complicadas relaciones con las mujeres (se casó cuatro veces), existen dos testimonios de interés: el libro Felisberto Hernández y yo de Paulina Medeiros, con quien mantuvo una relación entre 1943 y 1947 tras la cual continuaron escribiéndose, y ¿Otro Felisberto? de la pedagoga Reina Reyes con quien estuvo sentimentalmente vinculado de 1954 a 1958.
Integró el círculo de amigos que frecuentaban las tertulias en casa de Alfredo y Esther de Cáceres, junto a Carlos Vaz Ferreira, Jules Supervielle, José Pedro Bellán y Joaquín Torres García, entre otros intelectuales y artistas de la época.
El escritor y compositor murió en 1964 a los 61 años a causa de leucemia sin ser consciente -ni realmente reconocido- del impacto de su carrera en la historia de la narrativa uruguaya.

## Estilo
Se diferencian tres etapas en su producción literaria: desde 1925 a 1941 publica en diarios e imprentas del interior del país, como el “Libro sin tapas” (porque no tenía tapas); desde 1941 a 1946,  define su estilo humorístico y fantástico en dos extensas narraciones;  desde 1947 a 1960, muestra una mirada extravagante en  libros como “Nadie encendía las lámparas” y “La casa inundada”.
Citaba dos nombres recurrentes en sus lecturas: Henri Bergson y Marcel Proust (también a Kafka). Sus cuentos y novelas cortas recrean el mundo de su infancia y juventud, evocan personas que conoció y barrios de Montevideo. Su narrativa se basa en el recuerdo como motor de la escritura, pero sin seguir la línea proustiana. Una magdalena, una calle, un tren, un piano, pueden encerrar recuerdos y hacer revivir sensaciones. La construcción de gran parte de sus cuentos se apoya en la reivindicación de lo lateral, como en La cara de Ana. Una temática recurrente e interesante es el lugar primordial que le dio a los objetos inertes (como sucede en El vestido blanco, Las hortensias o El caballo perdido, entre otros).
Especialista en el ámbito de la narrativa breve, sus obras han sido traducidas, tardíamente, a varios idiomas: alemán, francés, inglés, italiano, griego y portugués. En un viaje a París intentó publicar, sin éxito, pese al apoyo generoso del escritor Jules Supervielle, de origen montevideano. En España se difundió en 1974-1975 gracias al esfuerzo de Cristina Peri Rossi.

## Análisis de su obra
El análisis crítico de la obra de Hernández se encuentra ligado a su carácter inclasificable. Sus cuentos no poseen la rigurosa economía de Horacio Quiroga, no pretenden la cerebral perfección de Jorge Luis Borges, ni anticipan los relatos de Juan Carlos Onetti. Cortázar en Historia de cronopios y de famas y en Rayuela, será el único en recoger, al menos en parte, el legado de Hernández.
Para Onetti, quien lo admiraba, su libro más importante fue el autobiográfico Por los tiempos de Clemente Colling (1942), más que otros posteriores y famosos, en los que aparecía como más "ingenuo".
Para Julio Cortázar, es rechazable la mera etiqueta de 'fantástica' para su obra: "nadie como él para disolverla en un increíble enriquecimiento de la realidad total que no sólo contiene lo verificable sino que lo apuntala en el lomo del misterio". Ha sido considerado un maestro tanto por éste como por Gabriel García Márquez.
La extraña ficción de sus cuentos hace brotar un universo totalmente personal y que no puede ser comparado totalmente con los cuentos más urbanos, más intelectualizados, de Cortázar. Italo Calvino, quien prologó la versión italiana de Nadie encendía las lámparas (Nessuno accendeva le lampade, Giulio Einaudi Editore, Turín, 1974), lo definió como "un escritor que no se parece a nadie: a ninguno de los europeos y a ninguno de los latinoamericanos, es un 'francotirador' que desafía toda clasificación y todo marco, pero se presenta como inconfundible al abrir sus páginas".
Aunque su trabajo de escritor eclipsó su carrera de pianista, su obra entera está impregnada de música, tanto en los temas evocados (un profesor de piano, un recital, un bandoneón), como en la forma de contar, al sugerir emociones con palabras de cierta sonoridad, transformando el sentido de las palabras en función de los sonidos, al construir partes de su relato como variaciones de un mismo tema musical. Sin embargo, desde el punto de vista de la prosa "podría pensarse de una límpida musicalidad, sería un juicio erróneo. Felisberto Hernández fuerza las construcciones gramaticales de un modo tan anómalo como personal para que comuniquen lo que él pretende transmitir". Esto hizo que relevantes críticos literarios como Emir Rodríguez Monegal lo criticasen muy duramente por la incorrección de su prosa.

## Obras

### Libros publicados en vida
- Fulano de tal (1925)
- Libro sin tapas (1928)
- La cara de Ana (1930)
- La envenenada (1931)
- Por los tiempos de Clemente Colling (1942)
- El caballo perdido (1943)
- Nadie encendía las lámparas (1947)
- Las Hortensias (1949)
- La casa inundada (1960)

### Compilaciones póstumas
- Obras completas (1965-1974). Buenos Aires, Arca. Seis volúmenes. El primero publicado se dedicó a la novela inconclusa e inédita Tierras de la memoria.
- Obras completas (1981-1983). Buenos Aires, Arca-Calicanto. Tres volúmenes.
- Obras completas (1983). México, siglo XXI.  ISBN 978-968-23-1255-7. En tres volúmenes, recoge en el primer tomo cuentos inéditos de su primera etapa, "Cuentos y fragmentos publicados", y, en el último, Tierras de la memoria y "Diario de un sinvergüenza y últimas innovaciones".
- Felisberto Hernández. Novelas y cuentos (1985). Caracas, Ayacucho.
- Narraciones incompletas (1990). Madrid, Siruela.
- Nadie encendía las lámparas (2000). Madrid, Cátedra. Colección Letras Hispánicas.
- Cuentos reunidos (2009). Buenos Aires, Eterna Cadencia.
- Las hortensias y otros cuentos (2011). Miami, Stockcero/SpanishBookPress.
- La casa inundada (2012). Villaür, Atalanta. Prólogo de Eloy Tizón. Antología con 18 textos.
- Narrativa completa (2015). Buenos Aires, El Cuenco de Plata. Estudio crítico de Jorge Monteleone.
- Felisberto Hernández. Narraciones (2015). La Habana, Casa de las Américas.
- Obra incompleta (2015). Montevideo, Ediciones del Caballo Perdido/Ediciones Cruz del Sur.
- Narrativa reunida (2015). Montevideo, Alfaguara. Prólogo de Hebert Benítez. Reeditado en 2019: Madrid, Alfaguara. Se agrega una nota introductoria de Ray Loriga.

## Honores

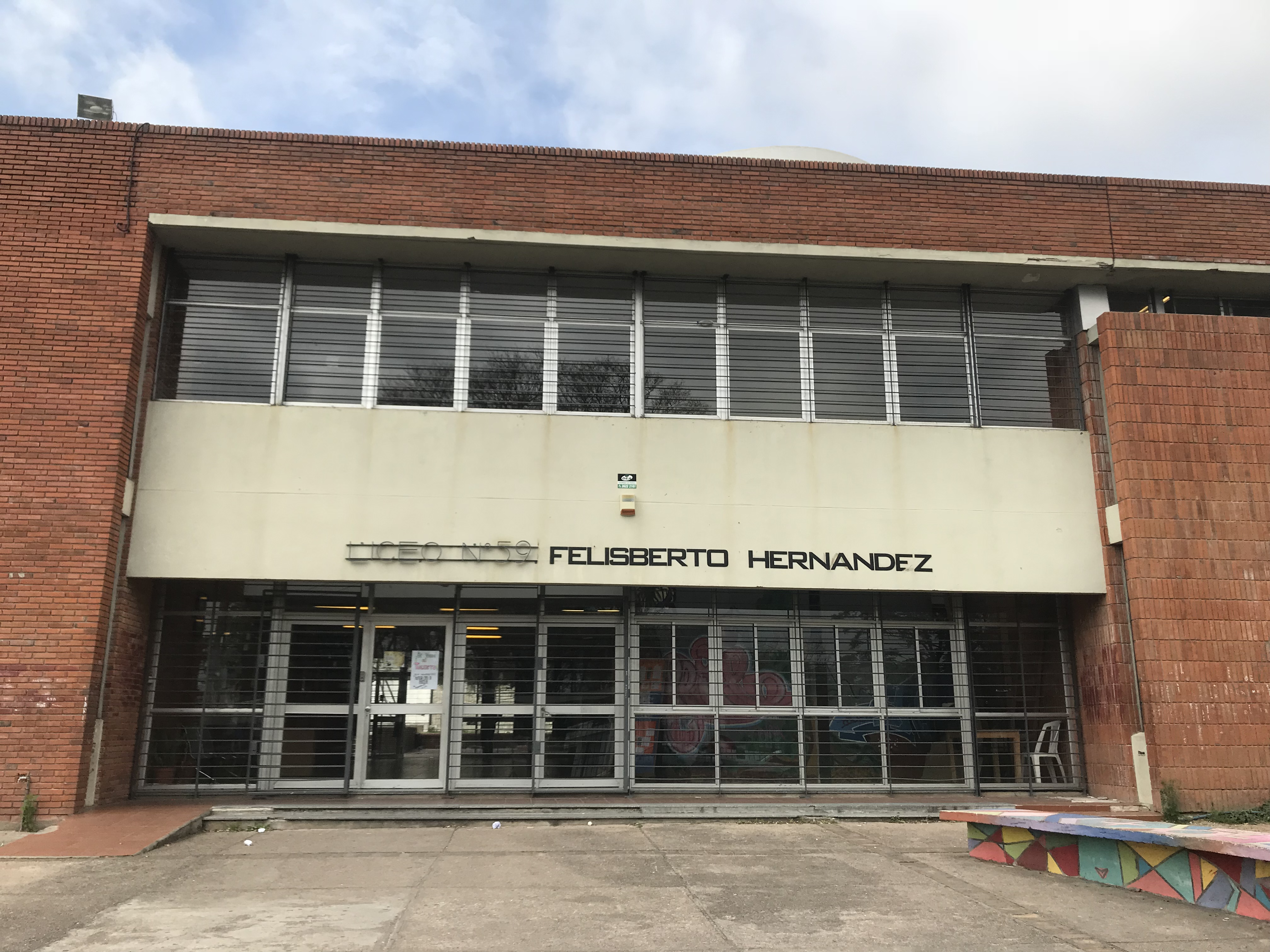
Liceo N° 59 Felisberto Hernández en 2018

El Liceo Felisberto Hernández es un instituto de educación secundaria ubicado en la calle María Orticochea 4236 en Montevideo, numerado 59 dentro del dominio público.